# Gottfried Scharff
Gottfried Scharff (* 5. Juni 1782 in Frankfurt am Main; † 20. April 1855 ebenda) war ein deutscher Kaufmann und Politiker.

## Leben und Werk
Scharff entstammte einer Familie von Kaufleuten, die ursprünglich aus Böhmen eingewandert und seit 1700 als Bürger in Frankfurt am Main ansässig waren. Sein Vater war der Kaufmann Johann Valentin Gottfried Scharff (1752–1800), seine Mutter die Bürgerstochter Anna Maria geb. Stein (1759–1826). Scharff besuchte die Schule in Frankfurt, später die Lateinschule in Wertheim. Nach dem Schulabschluss trat er als Lehrling in die Eisenwarenhandlung seines Vaters ein, nach dessen Tod er mit 17 Jahren für mündig erklärt wurde.
1815 vertrat er die Frankfurter Bürgerschaft auf dem Wiener Kongress, wo er dafür eintrat, dass Frankfurt seine Selbständigkeit zurückerhielt. Nach der Konstituierung der Freien Stadt Frankfurt am 17. Oktober 1816 wurde Scharff zum Senator gewählt, 1831 zum Schöffen auf Lebenszeit. In den Jahren 1817 bis 1818, 1821, 1825, 1828 bis 1829, 1832 bis 1839 und 1848 war er Mitglied der Gesetzgebenden Versammlung. 1822, 1826 und 1830 bestimmte ihn der Senat zum Jüngeren Bürgermeister. 1835 führte er die Verhandlungen über den Beitritt der Stadt Frankfurt zum Deutschen Zollverein. 1840, 1842, 1844 und 1846 war er Älterer Bürgermeister.
Scharff war ein Förderer des Eisenbahnbaus, er gehörte zu den Initiatoren der Bahnstrecke Frankfurt am Main–Heidelberg und der Main-Weser-Bahn. In seinem Haus verkehrten zahlreiche bekannte Künstler, darunter die Brüder Grimm und Ernst Moritz Arndt.

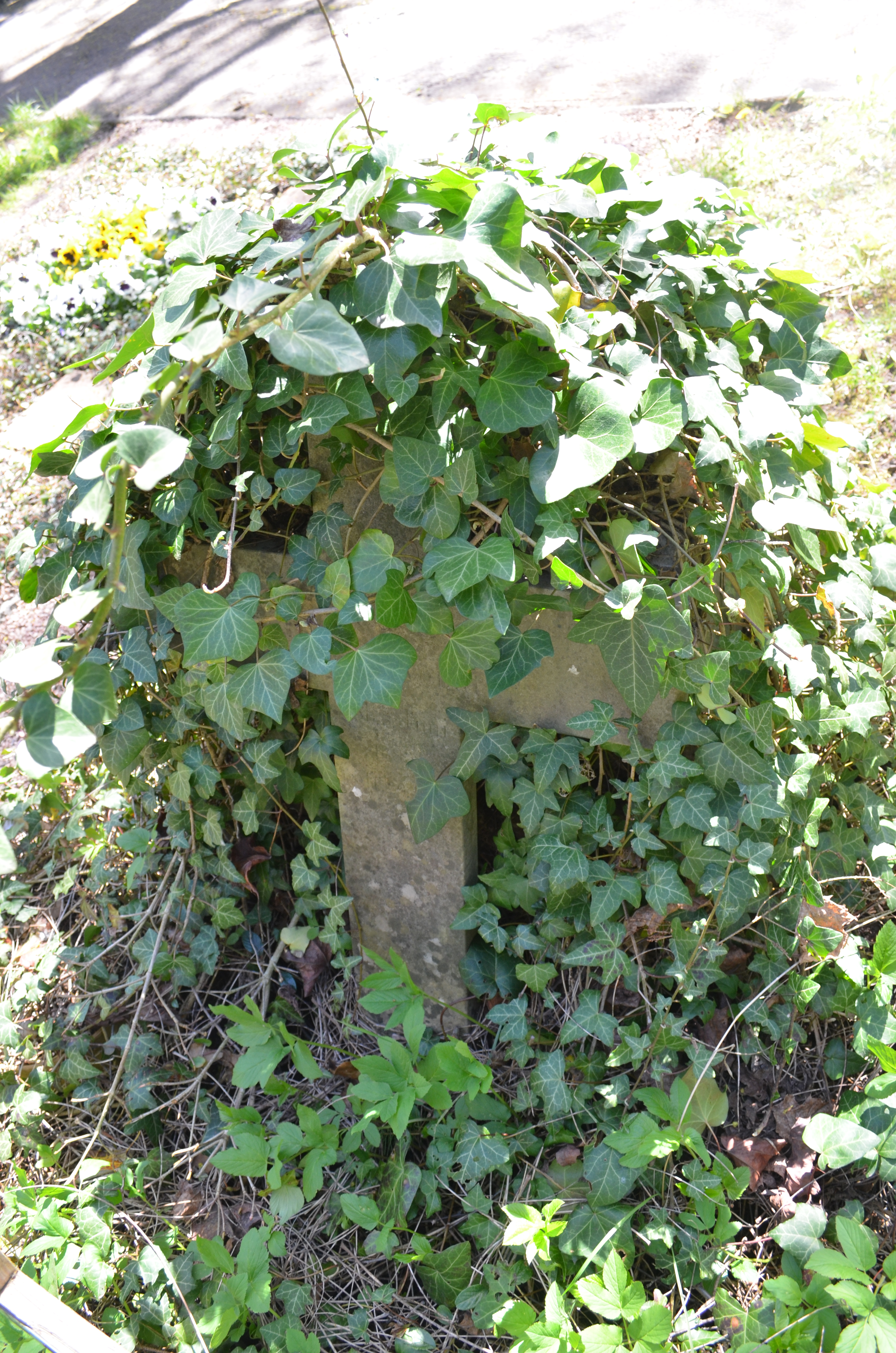
Grab von Gottfried Scharff

Scharff war verheiratet mit Maria Victoria Auguste, geb. Wagner (1788–1819). Seine Söhne Friedrich Adolf (1812–1881) und Constantin Alexander (1816–1900) gehörten ebenfalls zur politischen Elite Frankfurts, ihre Namen finden sich unter anderem im Vorstand der Polytechnischen Gesellschaft, der Frankfurter Bank, der Handelskammer, der Chemischen Fabrik Griesheim Elektron sowie der Frankfurter Quellwasserleitungs-Gesellschaft, die 1872 die erste Fernwasserversorgung aus dem Vogelsberg und dem Spessart errichtete. Der Frankfurter Familienzweig Scharff (seit 1886: Schmidt-Scharff) besteht noch heute. Das Familienarchiv befindet sich im Institut für Stadtgeschichte, Scharffs Grab auf dem Hauptfriedhof.